# توکوه تاکا
«توکوه تاکا» (به انگلیسی: Tukoh Taka) سرود جشنواره هواداران فیفا در سال ۲۰۲۲ است که توسط رپر نیکی میناژ و خوانندگان مالوما و میریام فارس اجرا شده‌است. این تک‌آهنگ توسط فیفا برای موسیقی متن جام جهانی فوتبال ۲۰۲۲ در ۱۸ نوامبر ۲۰۲۲ از طریق یونیورسال عربی و ریپابلیک رکوردز به‌همراه یک موزیک ویدئو منتشر شد.

## تدوین
در این ترانه سه زبان هنرمندان در اشعار: انگلیسی میناژ، اسپانیایی مالوما و عربی فارس قرار دارد و به اولین سرود قهرمانی جهان تبدیل می‌شود که هر سه زبان را به نمایش گذاشته‌است. فارس در بیانیه‌ای اعلام کرد: «توکوه تاکا، ترانه‌ای که از شرکت در آهنگسازی، تنظیم و رقص آن مفتخر شدم، علاوه بر کار در کنار دو تن از هنرمندان بین‌المللی مورد علاقه‌ام به نام‌های نیکی میناژ و مالوما، مرا پرشورتر از آنچه که بودم کرد. من واقعا آرزو می‌کنم که «توکوه تاکا» فرهنگ شرقی و موسیقی عربی را به تمام جهان منتقل کند.»
این ترانه دارای صداهای رگاتون، پاپ و هیپ هاوس است.
نام این ترانه به عربی برای «ناک-ناک» به معنی «ضربه زدن» گفته می‌شود که طرفداران و نظر دهندگان نیز آن را مانند «تیکی تاکا» که سبکی از بازی فوتبال است، می‌شناسند.

## استقبال منتقدان
کریس مالون مندز نویسنده فوربز گزارش می‌دهد که همراه شدن این دو هنرمند بین‌المللی با خواننده عرب «انتخابی طبیعی برای رسیدن به مطلوب جهانی بود». این روزنامه‌نگار در حالی که از سه زبانه بودن این ترانه قدردانی می‌کند، به این واقعیت می‌پردازد که «هیچ هنرمند قطری در هیچ آهنگ جام جهانی شرکت نکرده‌است».
این ترانه در جهان عرب از طرفداران و منتقدان استقبال منفی دریافت کرد و میریام فارس را متهم به تقلید از سبک رقص شکیرا و در مجموع زیبایی شناسی کردند. به گزارش هاآرتس، منتقدان آنلاین متعددی به این ترانه اشاره کردند که «ترانه‌های آزاردهنده» دارد.

## حواشی
پس از اعلام همکاری برای سرود جام جهانی «توکوه تاکا»، که توسط رپر متولد ترینیداد نیکی میناژ، خواننده کلمبیایی مالوما و خواننده لبنانی میریام فارس اجرا شده‌است، این سه هنرمند تحت تأثیر جنجال‌های زیادی برای انتخاب برای سرودن آهنگی در امارات قرار گرفته‌اند که سیاست‌های داخلی آن شامل نقض حقوق بشر، حقوق زنان، حقوق دگرباشان جنسی و همچنین حمایت از برده‌داری است. خواننده مالوما به این اتهام پاسخ داد: «این چیزی است که من نمی‌توانم حل کنم؛ این چیزی نیست که من در واقع باید با آن درگیر باشم. من اینجا هستم که از موسیقی‌ام و زندگی زیبا لذت ببرم، همچنین فوتبال بازی کنم.»

## موزیک ویدئو
این موزیک ویدئو به کارگردانی ادگار استیوز و خوان فلیپه زولتا از مالوما و فارس که در صحرای قطر اجرا می‌کنند، در حالی که میناژ وِرس‌های خود را سوار بر یک اتوبوس اجرا می‌کند که همگی متناوباً با برخی کلیپ‌های بازیکنان فوتبال هستند که پس از گل‌ها تشویق می‌شوند ساخته شده‌است.